# Wijken en buurten in Brielle
De Nederlandse gemeente voormalige Brielle is voor statistische doeleinden onderverdeeld in wijken en buurten. De voormalige gemeente is verdeeld in de volgende statistische wijken:
- Wijk 00 Brielle (CBS-wijkcode:050100)
- Wijk 01 Vierpolders (CBS-wijkcode:050101)
- Wijk 02 Zwartewaal (CBS-wijkcode:050102)
- Wijk 03 Recreatiestrook Brielse Maas (CBS-wijkcode:050103)

Een statistische wijk kan bestaan uit meerdere buurten. Onderstaande tabel geeft de buurtindeling met kentallen volgens het Centraal Bureau voor de Statistiek (2008):
| CBS-buurtcode | Buurtnaam                    | Inwonertal | Opp. totaal (ha) | Opp. land (ha) | Ligging                |
| ------------- | ---------------------------- | ---------- | ---------------- | -------------- | ---------------------- |
| BU05010000    | Brielle centrum              | 2820       | 99               | 77             | Locatie in de gemeente |
| BU05010001    | Plantage en Ommeloop         | 780        | 29               | 27             | Locatie in de gemeente |
| BU05010002    | Zuurland                     | 1820       | 40               | 40             | Locatie in de gemeente |
| BU05010003    | Rugge                        | 2620       | 59               | 58             | Locatie in de gemeente |
| BU05010004    | Meeuwenoord                  | 520        | 82               | 46             | Locatie in de gemeente |
| BU05010005    | Kleine Goote                 | 1770       | 21               | 21             | Locatie in de gemeente |
| BU05010006    | Nieuwland                    | 1490       | 54               | 54             | Locatie in de gemeente |
| BU05010009    | Verspreide huizen            | 230        | 508              | 454            | Locatie in de gemeente |
| BU05010100    | Vierpolders                  | 1280       | 112              | 112            | Locatie in de gemeente |
| BU05010109    | Verspreide huizen            | 480        | 925              | 881            | Locatie in de gemeente |
| BU05010200    | Zwartewaal                   | 590        | 21               | 20             | Locatie in de gemeente |
| BU05010201    | Tuindorp-Hofstede            | 1010       | 30               | 27             | Locatie in de gemeente |
| BU05010202    | Zalmlaan                     | 70         | 17               | 11             | Locatie in de gemeente |
| BU05010209    | Verspreide huizen            | 250        | 883              | 802            | Locatie in de gemeente |
| BU05010300    | Recreatiestrook Brielse Maas | 30         | 232              | 120            | Locatie in de gemeente |